# International Business Communication Standards

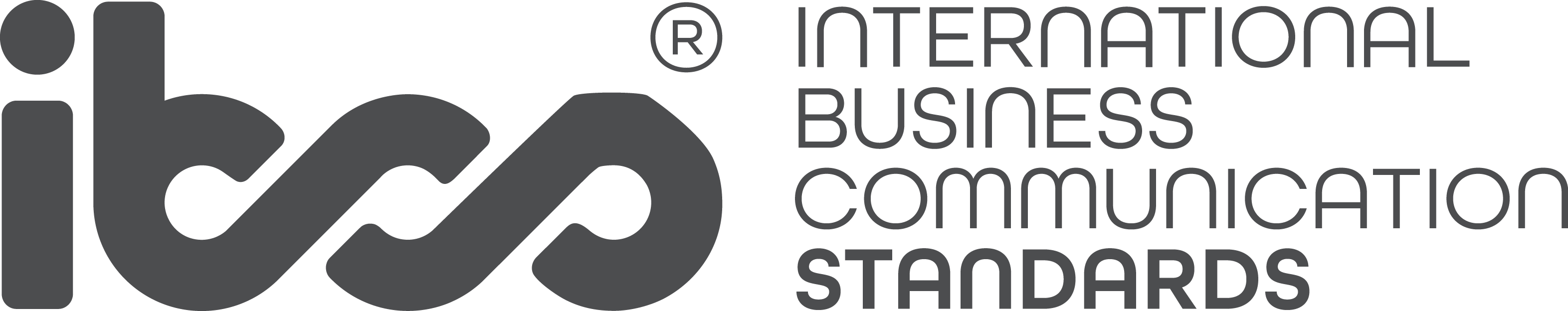
Logo de l'International Business Communication Standards (IBCS).

Les International Business Communication Standards (IBCS ; en français, normes internationales de communication des entreprises) sont des propositions pratiques pour la conception de documents en matière de communication professionnelle publiées gratuitement en vertu d'une Licence Creative Commons (CC BY -SA). 
Dans la plupart des cas, l'application de l'IBCS signifie la conception de visuels conceptuels, perceptuels et sémantiques des graphiques et tableaux.

## Exigences
La communication des entreprises répond aux normes IBCS si elle est conforme aux trois ensembles de règles comprenant les trois piliers de l'IBCS :
1. Les règles conceptuelles aident à diffuser clairement le contenu en utilisant une présentation appropriée. Elles sont basées sur le travail d'auteurs tels que Barbara Minto[1]. Ces règles doivent une large acceptation à leur fondements scientifique, expérimentale ou pratique. Elles correspondent à Success - un ensemble de règles pour la communication d'entreprise[2] Say et Strucure.
2. Les règles de perception permettent de relayer clairement le contenu en utilisant un design visuel adapté. Elles sont basées sur le travail d'auteurs tels que William Playfair, Willard Cope Brinton[3], Gene Zelazny[4], Edward Tufte et Stephen Few[5]. Encore une fois, ces règles doivent une grande acceptation à leur fondements scientifique, expérimentale et / ou pratique. Elles correspondent aux ensembles de règles Successe Express, Simplify, Condense et Check.
3. Les règles sémantiques permettent de relayer le contenu en utilisant une notation uniforme (notation IBCS). Elles sont basés sur le travail de Rolf Hichert[6] et d'autres contributeurs de l'Association IBCS. Comme elles se manifestent par convention, les règles sémantiques doivent d'abord être plus largement acceptées pour devenir une norme. Elles correspondent à l'ensemble de règles Success Unify.

## Notation IBCS
La notation IBCS est la désignation pour l'ensemble de règles sémantiques suggérées par l'IBCS. La notation IBCS couvre l'unification de la terminologie (par exemple, les mots, les abréviations et les formats numériques), les descriptions (par exemple, les messages, les titres, les légendes et les étiquettes), les dimensions (p. Ex. Mesures, scénarios et périodes), les analyses (p. Ex. Analyses de scénarios et temps Analyses en série) et des indicateurs (p. Ex. Indicateurs de mise en évidence et indicateurs de mise à l'échelle).

## Association IBCS
L'examen et le développement ultérieur de la norme IBCS est un processus continu contrôlé par l'Association IBCS. L'association IBCS  est une organisation à but non lucratif qui publie les Normes gratuitement et participe à de vastes consultations et discussions avant de publier de nouvelles versions. Cela inclut une consultation mondiale incluant des participations et commentaires publics. 
Publication de l'IBCS Version 1.0 : Les membres actifs ont accepté la version 1.0 des Normes IBCS à l'Assemblée générale du 18 juin 2015 à Amsterdam. Les thèmes actuels du développement des normes IBCS ont été discutés à la conférence annuelle de Varsovie du 3 juin 2016.
La version 1.1 des normes a été confirmée par les membres actifs lors de la conférence annuelle à Barcelone  du 1er juin 2017. Plus de 80 professionnels de 12 comtés ont assisté à la conférence annuelle. La conférence annuelle à Londres du 8 juin 2018 a eu lieu au siège de l’Institute of Chartered Accountants en Angleterre et au Pays de Galles. La conférence annuelle 2019 s’est t tait à Vienne. Le Keyspeaker  Yuri Engelhardt  a parlé du « langage des notations graphiques et visuelles ». Les conférences annuelles 2020 et 2021 se sont tenues virtuellement. Plus de 200 participants de nombreux pays ont assisté à ces conférences. La conférence annuelle 2022 s'est tenue de manière hybride à Berlin et en ligne, environ 300 participants de 44 pays ont assisté à cette conférence.